# TOEFL Primary
TOEFL Primary（トフルプライマリー）は、教育試験サービス（Educational Testing Service）が主催する、英語を母語としない小中学生の英語運用能力を測定する世界共通のテスト。

## 解説
TOEFLが主に大学教養レベルでの英語運用能力を測るテストであるのに対し、TOEFL Primaryはその小中学生版である。
受験の時点での自らの英語力を測定するテストであり、合否判定はなく、TOEFL Primary Step 1・Step 2 の結果はスコアでの表示に加え、Step 1は4段階（「星」の数1～4個）、Step 2は5段階（「バッジ」の数1～5個）のバンドレベルで表示される。